# Bergstorting van Elm
De bergstorting van Elm (Duits: Bergsturz von Elm) vond plaats in Elm in het Zwitserse kanton Glarus op zondag 11 september 1881. Bij de ramp kwamen 114 mensen om het leven en werden 83 woningen vernield.

## De ramp

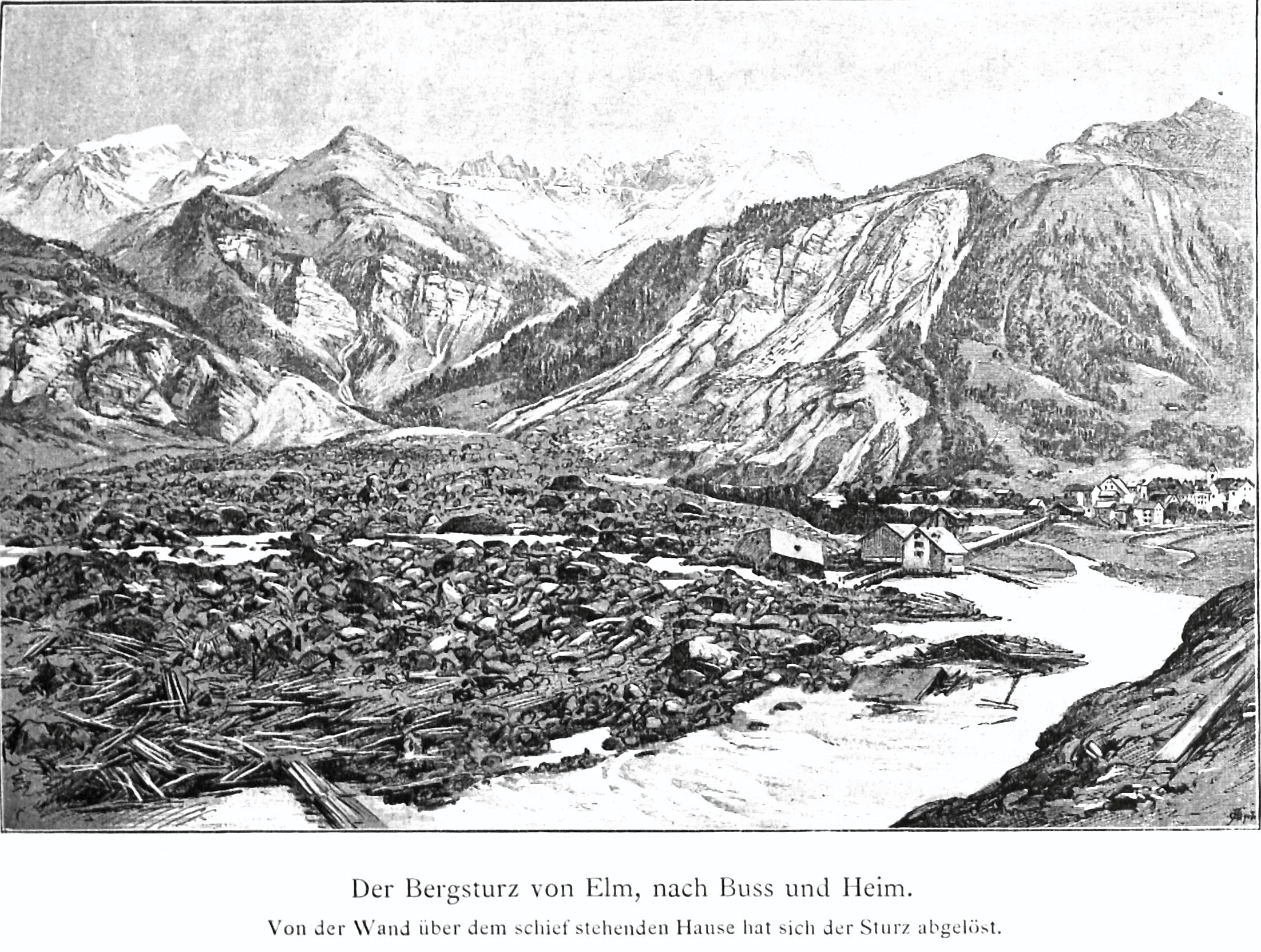
De ravage na de ramp.

De bergstorting van Elm op 11 september 1881 was deels veroorzaakt door de leisteenontginning die na 1870 in de omgeving op gang werd gebracht door lokale verarmde boeren die naar een bijkomende bron van inkomsten zochten. Omdat zij geen ervaring hadden met de correcte mijnbouwtechnieken, destabiliseerden ze met de ontginning een rotswand, wat in september 1881 leidde tot een catastrofe. De mijnwerkers ondergroeven de rotswand tot een breedte van 180 m, en reeds in 1878 vonden er voor het eerst rotsbewegingen plaats. Kort voor de ramp werd de locatie nog bezocht door een geologische commissie om het toenemend aantal vallende rotsen te onderzoeken, maar vond geen aanwijzingen voor een naderende ramp.
In de ochtend van zondag 11 september 1881 was het afbreken en neervallen van rotsblokken al te horen tijdens de misviering. Desondanks verliet bijna niemand het gevaarlijke gebied, en in feite trokken net veel toeschouwers naar de getroffen gebied of naar het nabijgelegen plaatsje Düniberg om een beter zicht te hebben over de situatie. In de late namiddag, na twee kleinere rotsverschuivingen, brak 10 miljoen kubieke meter leisteen af, verschoof over een afstand van 2 km en verwoestte 90 hectare land. Ook de leisteenmijn werd volledig verwoest. 114 mensen overleefden de ramp niet. Nog in hetzelfde jaar werd deze ramp door de lokale priester Ernst Buss en geoloog Albert Heim gedocumenteerd in hun werk Der Bergsturz von Elm.

### Non-fictie
- (de)  Buss, E. en Heim, A., Der Bergsturz von Elm den 11. September 1881. Denkschrift, 1881.
- (de)  Rothpletz, A., "Der Bergsturz von Elm" in Zeitschrift der Deutschen Geologischen Gesellschaft, 1881, 540-564.

### Fictie
- (de)  Hohler, F., Die Steinflut, 2000, ISBN 978-3-42312-735-6.